# Banastás
Banastás (en castellà Banastás, oficialment Banastás-Banastars) és un municipi aragonès situat a la província d'Osca i enquadrat a la comarca de la Foia d'Osca.